# Castilleja indivisa
Castilleja indivisa là loài thực vật có hoa thuộc họ Cỏ chổi. Loài này được Engelm. mô tả khoa học đầu tiên năm 1845.

## Hình ảnh

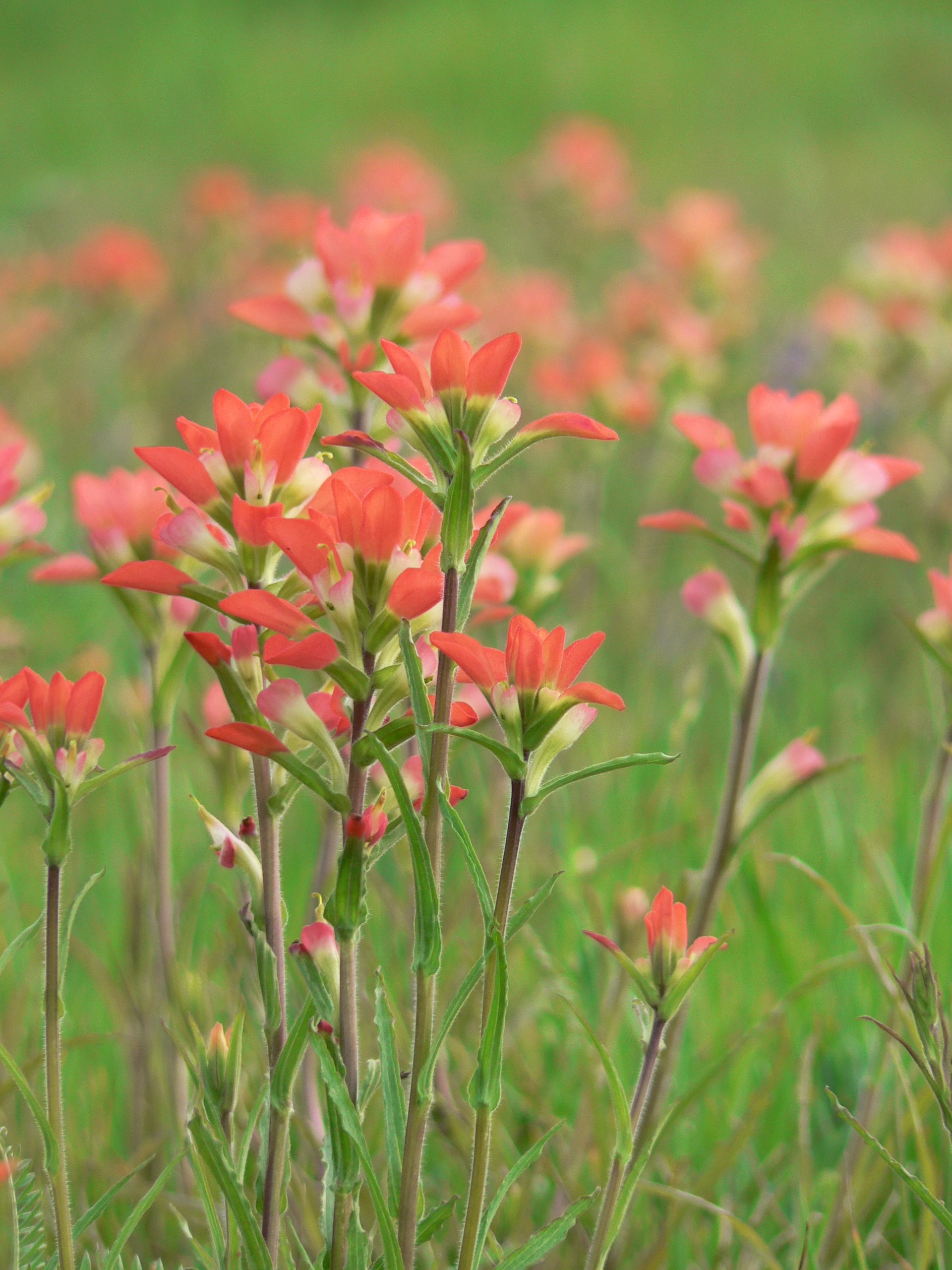
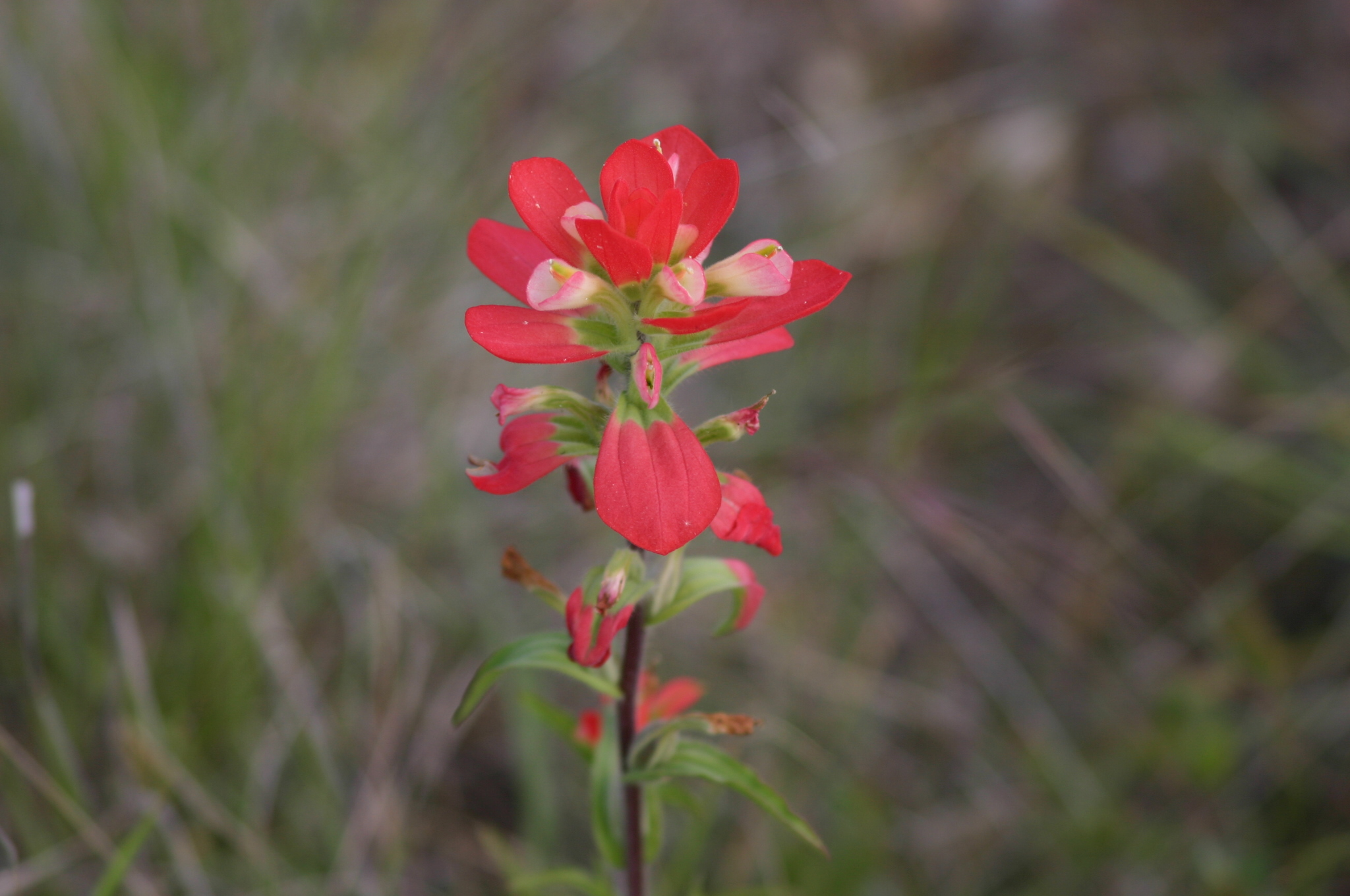
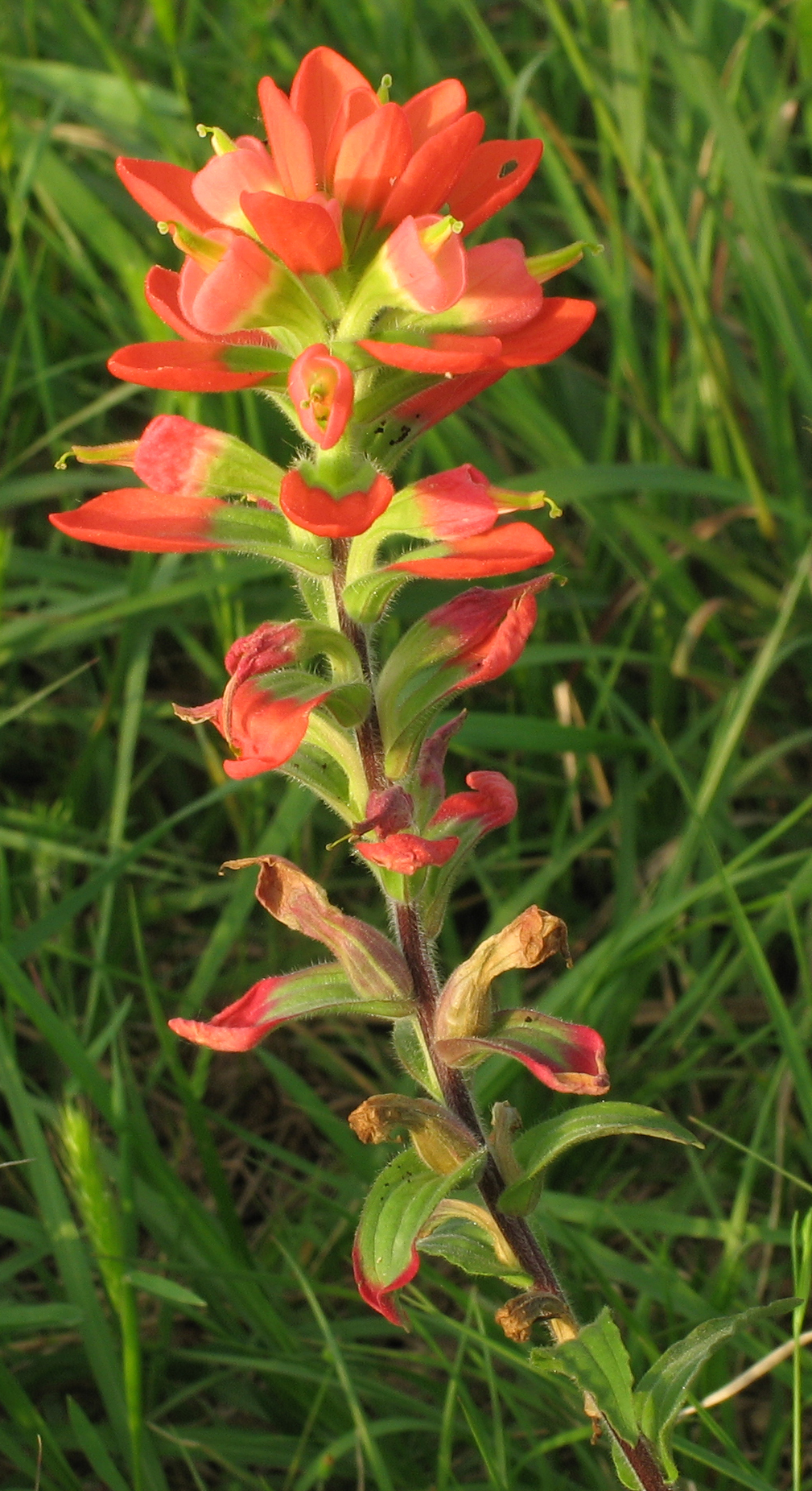
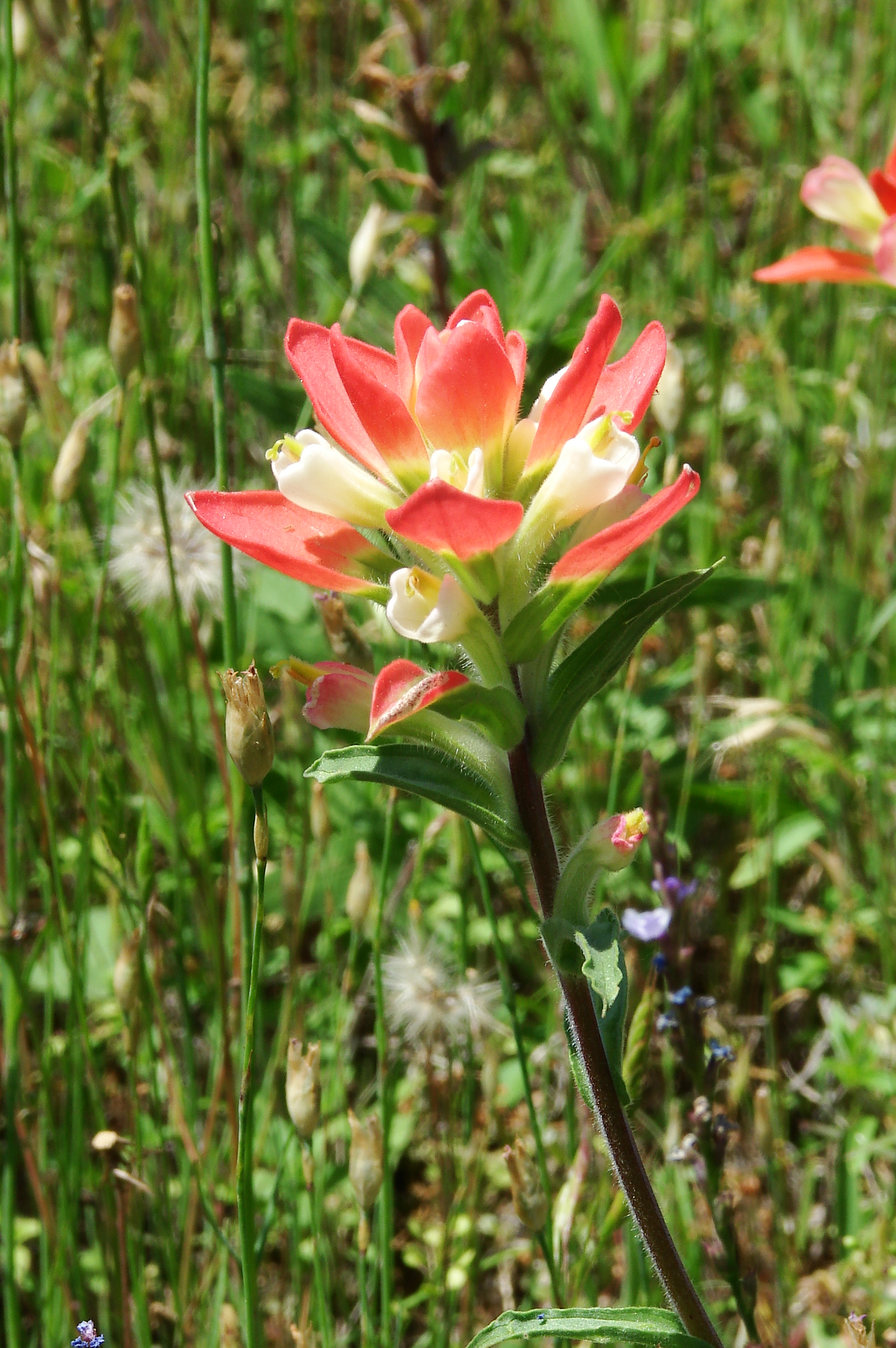